# Fontaine Fox
Pour les articles homonymes, voir Fox.
Fontaine Talbot Fox Jr. (1884-1964) est un auteur de bande dessinée américain. Il est connu pour sa très populaire série humoristique Toonerville Folks (en), lancée en 1908 dans le Chicago Post et diffusée nationalement par Wheeler Syndicate (en) puis McNaught Syndicate (en) de 1913 à 1955.